# Гренвилл, Брюс
Брюс Гре́нвилл (англ. Bruce Grenville; род. 1950, Окленд) — новозеландский актёр, комик и художник артимарок. По политическим убеждениям — анархист. Прославился тем, что создал самопровозглашённое виртуальное государство — султанат Окуси-Амбено (Sultanate of Occussi-Ambeno) и обнаружил потерянный эпизод телесериала «Доктор Кто».

## Артимарки Гренвилла
В течение более трёх десятилетий своего творчества художник произвёл на свет множество артимарочных «стран», таких как:
- Султанат Окуси-Амбено (Sultanate of Occussi-Ambeno),
- Королевство всего Седанга (Kingdom of all the Sedang; не путать с известным в истории виртуальным Королевством Седанг),
- Султанат Верхней Яфы,
- Народная Республика Кемпленд (People’s Republic of Kempland),

- Республика Свободная Винляндия (Free Vinland Republic),
- Республика Лигерленд (Republic of Liegerland),
- Республика Порт-Мария (Republic of Port Maria),
- Туи-Туи (Tui Tui),
- Альдабра (Aldabra),
- Каренни (Karenni),
- Рауль (Raoul),
- Земля Магги (Land of Muggy),
- Крионика (Cryonica),
- Арамоана (Aramoana),
- Вангамомона (Whangamomona),
- Лар? (Lar?),
- Нова-Аркадия (Nova Arcadia),
- Антарктическая конфедерация (Antarctic Confederation) и
- Ханство Бохара (Khanate of Bokhara).

По данным IDAC, в период с 1968 года по 21 декабря 1995 года, художником было создано 290 артимарок.
В России работы Б. Гренвилла демонстрировались в рамках международной выставки «Мэйлартиссимо-2004» в Санкт-Петербурге с 9 декабря 2004 года по 15 января 2005 года. На выставке «PostCardExpo-2008», проходившей 24—27 января 2008 года в Центральном доме художника в Москве, экспонировалось несколько стендов с артимарками художников разных стран, в том числе Гренвилла.

## История создания Окуси-Амбено

«Марка» Окуси-Амбено

Наибольшую известность Брюс Гренвилл получил благодаря артимаркам и другим мистификациям, связанным с султанатом Окуси-Амбено.

### Самопровозглашенный султанат
Гренвилл принимал самое непосредственное участие в развитии и реализации в 1970-х — 1980-х годах идеи о самопровозглашённом виртуальном государстве — султанате Окуси-Амбено. Эта территория существует на самом деле, является частью острова Восточный Тимор и составляет 815 км². Когда-то Окуси-Амбено был португальским владением, но с 1975 года входит в состав Индонезии.
Играя на том, что европейцы и американцы имеют весьма слабое представление о реальном положении на островах Индийского океана, Гренвилл и его друзья задумали грандиозную мистификацию, целью которой было провозглашение несуществующего государства в этой части острова. Для этой цели, старательно проштудировав имеющиеся источники по истории и географии Тимора, Гренвилл составил собственную версию истории этого острова, которая включала: объединение в 1848 году семи племён, с целью противостоять португальскому завоеванию, длинную цепочку властителей, независимость, провозглашённую в 1968 году и, наконец, новое государство во главе с собой в качестве султана. С точки зрения географии, несуществующее государство делилось на семь провинций, пользовавшихся правами автономии. Анархисту даже удалось установить дипломатические отношения с такими карликовыми государствами, как Монако, Лихтенштейн, а также непризнанная мировым сообществом Республика Минерва.

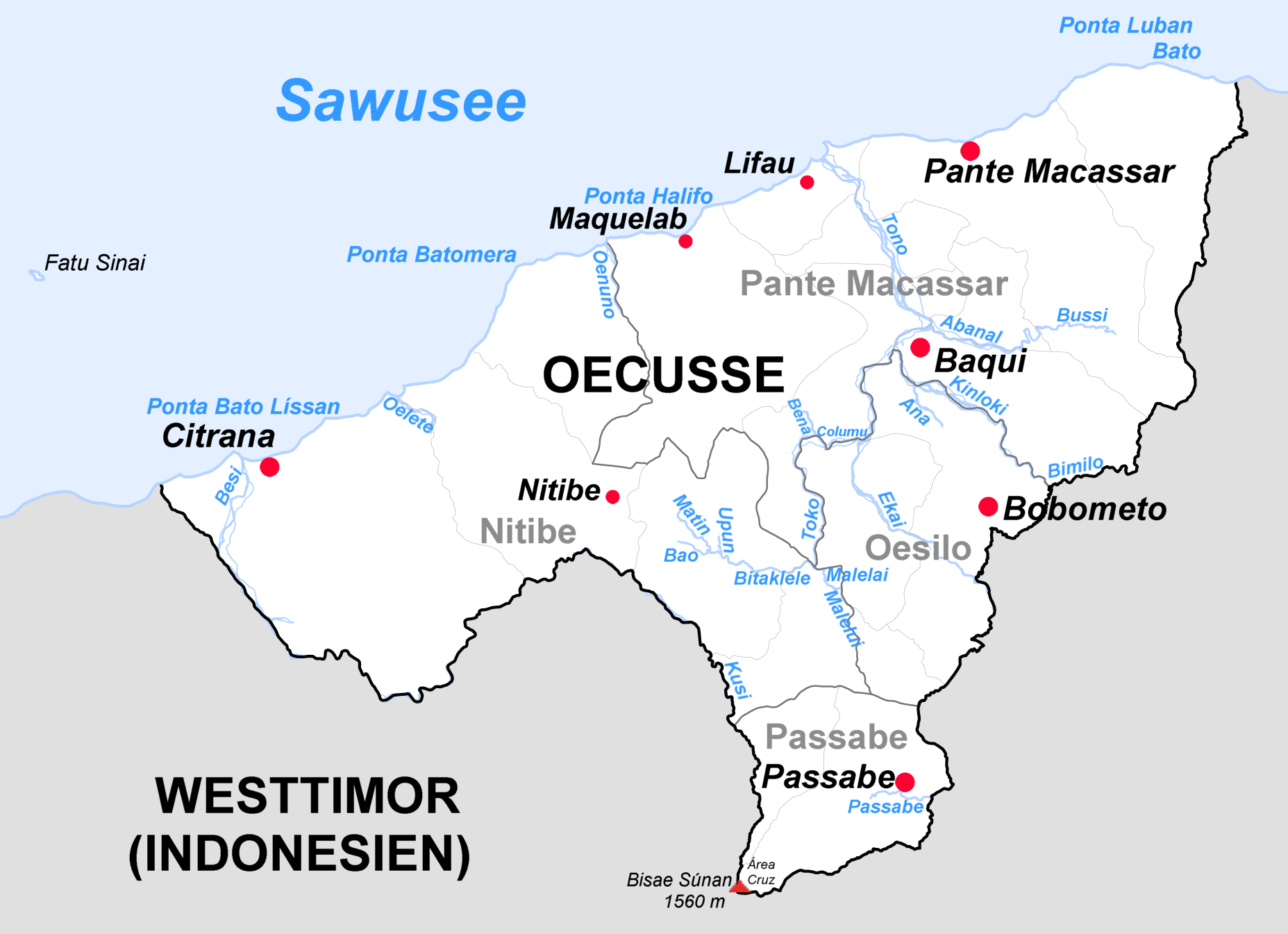
Карта области Окуси-Амбено

Вскоре после этого Гренвилл стал работать в типографии и, получив доступ к множительной технике, выпустил множество пресс-релизов, рассказывавших о несуществующем государстве, часть из которых даже попала в европейские издания.
Для полной убедительности Гренвилл и его друзья с 1968 года начали выпускать от имени несуществующего государства марки, бланки документов, а также карты, брошюры по истории страны, вырезки из газет о гражданской войне на острове, образцы денег и статистические сводки. Создав у европейских филателистов полное ощущение реальности существования в далёких краях карликового государства с прекрасными марками, Гренвилл получил значительный доход. Пик его успехов пришёлся на 1977 год, когда европейский консорциум подписал с «султаном» несуществующего государства контракт на выпуск марок в многокрасочной офсетной печати.

### Политическая доктрина Окуси-Амбено
Вдохновлённые успехом своей шутки, Гренвилл и его друзья с помощью марок и пресс-релизов несуществующего государства принялись активно пропагандировать свои идеи, состоящие из освобождения человека от государственного гнёта и спасения окружающей среды.
Так, в Окуси-Амбено, в отличие от реально существующих мусульманских стран, не действовал запрет на спиртное — наоборот, в ней процветало изготовление опьяняющих напитков на основе мухомора. Морской флот государства был укомплектован исключительно парусниками, что было отражено в серии марок 1977 года, а воздушное сообщение поддерживалось дирижаблями, заполненными гелием. К 200-летию первого подъёма монгольфьера в воздух в 1983 году была выпущена серия марок с изображениями дирижаблей султаната.
Султанат протестовал против производства и распространения ядерного оружия, выпустив по этому поводу ещё одну марку, на которой одетая в скафандр фигура человека уничтожала всё вокруг, а внизу красовалась надпись «Гонка ядерных вооружений?».

### Конец мистификации
Шутка продолжалась до тех пор, пока французские издатели не поручили проверить данные о султанате Окуси-Амбено группе этнографов, работавших в тех краях. В районе, где по карте значилась столица государства, оказалась небольшая деревушка, типичная для индонезийских островов. Мистификатор привлечён к суду не был, так как не было нарушения новозеландских законов.
Гренвилл всегда испытывал любовь к созданию марок. После артимарок Окуси-Амбено он создал артимарки ещё ряда государств. Конференция таких «стран» под названием «Международный совет независимых государств» («International Council of Independent States», сокращённо ICIS) — пародия на АСЕАН — состоялась в 2000 году и на сегодняшний день осталась первой и единственной.
Сам Гренвилл следующим образом подвёл итоги своей авантюры:

Вся эта история давала нам возможность финансировать и другие проекты. Но, кроме того, невозможно было удержаться от соблазна проверить, насколько далеко может зайти человеческое легковерие. Немалое удовольствие мы получили также, доводя до полного абсурда и без того сложную геополитическую картину мира. Мы считаем, что в борьбе за свободу против закостенелых традиций нужно использовать все возможные средства. А до сих пор ещё никому в голову не пришло с помощью окарикатуренного государства выставить на посмешище политические идеалы, превратившиеся в объект слепого поклонения, на манер священной коровы.
Оригинальный текст (англ.)
Apart from its ability to finance other projects you may have, the doors that are opened have to be experienced to be believed. The confusion that you can throw into the already complex world geopolitical scene is also fun. We feel that every possible unorthodox vehicle should be explored in the fight for freedom from Statism. Setting up an effigy of the sacred cow to satirise it appears to be one they have not taken into account at all.

## Находка эпизода «Доктора Кто»
Британский телесериал «Доктор Кто», рассказывающий о путешествии таинственного доктора во времени и его борьбе с силами зла, демонстрировался по каналу BBC с 1963 по 1989 год. В январе 1999 года Гренвиллу посчастливилось во время распродажи в Нейпире наткнуться на потерянный эпизод «Лев» («Lion») — первую из четырёх частей сериала «Крестовый поход» (The Crusade, 1965), относившегося ко второму сезону «Доктора Кто». Шестнадцатимиллиметровая плёнка обнаружилась буквально в последний момент — хозяин, не представлявший себе чем владеет, уже собирался её выбросить. Впрочем, когда новость попала в печать, многие отнеслись к ней настороженно — уже до этого времени Гренвилл был известен как заядлый мистификатор. Тем не менее, британская компания BBC подтвердила подлинность найденной плёнки.